# Grażyna Bacewicz
Grażyna Bacewicz (Lodz, 5 de febrero de 1909 – Varsovia, 17 de enero de 1969) fue una compositora, pianista y violinista polaca.

## Trayectoria
Perteneciente a una familia de músicos, empezó sus estudios de violín y piano a los diez años. Obtuvo su diploma en 1928 y se trasladó a Varsovia, donde emprendió estudios de composición.
Hasta 1950 desarrolló una gran carrera de violinista, actuó como solista con varias orquestas europeas, y entre 1936 y 1938 fue primer violín de la Orquesta Sinfónica de la Radio de Polonia. En estos años, también se dio a conocer como compositora.
Ganó con sus obras varios premios, entre los que destacan el primer premio del Concurso Internacional de Piano Fryderyk Chopin, en 1949, por su Concierto para piano, el premio nacional de Polonia, en 1950, por su Concierto para orquesta de cuerda y, en 1960, en París, un premio de composición por su Música para violines, trompeta y percusión.
En su obra destaca la incorporación de elementos folclóricos y la libertad de escritura.

## Obras[2]
- Estudios de concierto (1957)
- Sonatas para violín y piano
- Cuartetos para cuerda (1950)
- Cuartetos para 4 violonchelos (1964)
- Quintetos para piano
- Quinteto de viento
- Sinfonietta y Concierto para orquesta de cuerda (1948)
- Música para cuerda, trompeta y batería (1958)
- Pensieri notturni (1961)
- Concierto para gran orquesta (1962)
- Conciertos para piano, violín y violonchelo.
- Esik en Ostende (ballet)
- Una aventura del Rey Arturo (ópera radiofónica)